# Judith Salomé
Judith Henriette Salomé (Amsterdam, 10 februari 1949) is een Nederlands voormalig tennisspeelster.
In de periode 1964-1967 werd zij Nederlands kampioen in haar jeugdklasse. Ook in het damesdubbelspel werd ze drievoudig Nederlands kampioene. In 1967 won zij het juniorentoernooi van Wimbledon. Tussen 1968 en 1970 speelde ze nog op grandslamtoernooien, zowel in het enkel- als in het dubbelspel.